# Трон Атлантиди
«Трон Атлантиди» (англ. Throne of Atlantis) — кросоверна сюжетна арка коміксів від DC Comics, опублікований у 2012–2013 роках. Сюжет охоплює випуски Aquaman (том 7, #0, 14–17) та Justice League (том 2, #15–17). Автором сценарію виступив Джефф Джонс, а художниками — Іван Рейс та Пол Пелетьє.

## Сюжет
Під час навчань ВМС США ракети помилково вражають Атлантиду, що спонукає її нового короля Орма (Господаря океану) оголосити війну поверхневому світу. Під час атаки на Метрополіс Супермен та Диво-жінка намагаються зупинити затоплення міста. Більшість членів Ліги Справедливості потрапляють у полон, окрім Кіборга, який звертається по допомогу до інших героїв, таких як Зелена Стріла, Людина-яструб, Затанна та Вогнешторм. Зрештою, герої дізнаються, що Нюїдіс Вулко, радник Аквамена, стоїть за інцидентом, прагнучи повернути Артура на престол Атлантиди.

## Порядок читання
1. Aquaman (том 7) #0
2. Aquaman (том 7) #14
3. Justice League (том 2) #15
4. Aquaman (том 7) #15
5. Justice League (том 2) #16
6. Aquaman (том 7) #16
7. Justice League (том 2) #17
8. Aquaman (том 7) #17

## Персонажі
- Аквамен / Артур Каррі — головний герой, розривається між обов'язками до Ліги Справедливості та Атлантиди.
- Орм / Господар океану — молодший брат Артура, король Атлантиди, який оголошує війну поверхневому світу.
- Нюїдіс Вулко — радник Артура, який маніпулює подіями, щоб повернути його на трон.
- Мера — союзниця та кохана Аквамена, допомагає йому у боротьбі.
- Супермен / Кал-Ел — член Ліги Справедливості, бере участь у захисті Метрополіса.
- Диво-жінка / Діана — воїтелька-амазонка, член Ліги Справедливості.
- Бетмен / Брюс Вейн — детектив та стратег, координує дії Ліги.
- Кіборг / Віктор Стоун — техно-герой, який організовує підкріплення для Ліги.

- Зелена Стріла / Олівер Квін, Людина-яструб / Картер Голл, Затанна, Вогнешторм — герої, які приєднуються до боротьби проти Атлантиди.

## Адаптація
У 2015 році сюжет було адаптовано в анімаційний фільм «Ліга Справедливості: Трон Атлантиди», який вийшов у рамках DC Animated Movie Universe. Фільм вільно інтерпретує події коміксу, зосереджуючись на становленні Аквамена як героя та короля.

## Огляди
Даґ Завіша з Comic Book Resources високо оцінив випуск Justice League #15, присвоївши йому 4,5 з 5 зірок. На його думку, комікс вдало поєднує масштабні пригоди, загрозу глобального рівня та емоційні взаємодії між персонажами. Він також відзначив, що Джефф Джонс упевнено розкриває потенціал серії, а художники Айван Рейс, Джо Прадо і Род Рейс суттєво підсилюють враження від історії своїм візуальним стилем.